# Laura Hardy
Laura Hardy (* Ende des 20. Jahrhunderts) ist eine deutsche Athletin, die bei Schwimmwettkämpfen von Special Olympics Deutschland auf regionaler und nationaler Ebene zahlreiche Medaillen gewann. Sie repräsentierte Deutschland bei den Special Olympics World Summer Games 2019 in Abu Dhabi und gewann dort eine Gold- und eine Silbermedaille.

## Leben und Karriere
Laura Hardy ist eine Schwimmerin mit geistiger Behinderung. Sie lebt in Bennigsen, einer Ortschaft der Gemeinde Springe bei Hannover, und trainiert beim WSV Bennigsen. Hardy arbeitet seit über einem Jahrzehnt in der Wäscherei der Hannoverschen Werkstätten und in der Redaktion der Werkstattzeitung.
Ab 2008 nahm sie an Special Olympics Wettbewerben teil und qualifizierte sich für die nationalen Spiele 2010 in Bremen, 2012 in München, 2014 in Düsseldorf, 2016 in Hannover und 2018 in Kiel. Zwischen 2008 und 2018 gewann sie über 30 Medaillen.
Mit einer Goldmedaille bei den nationalen Spielen in Kiel qualifizierte sie sich für die Special Olympics World Summer Games 2019 in Abu Dhabi. Dort gewann sie in der Freistilstaffel über 4 × 100 Meter Gold, im 200-Meter-Brustschwimmen Silber.
Bei den nationalen Spielen 2016 von Special Olympics Deutschland in Hannover war sie zusammen mit Fußballweltmeister Per Mertesacker und Special Olympics Leichtathlet Herbert Krüger auf den Bildmotiven der Eventkampagne zu sehen und damit Gesicht der Spiele. Sie trug mit Herbert Krüger die olympische Flamme.
2022 holte sie bei den nationalen Spielen in Berlin im 25 m Freistil und im 50 m Freistil jeweils Bronze.

## Film über Laura Hardy
2015 belegten zwei Studierende der Hochschule Hannover mit einem Film über Laura Hardy den ersten Platz im Wettbewerb um den Inklusionspreis, den der Landesverband Niedersachsen des Sozialverbandes Deutschland in diesem Jahr erstmals vergab. In dem Filmbeitrag Parallelwelt geht es um Laura Hardy und Nicklas König, die beide ihren Weg ins Berufsleben suchen und finden.